# Šikotan
Šikotan (rusky Шикотан, japonsky 色丹島 [Šikotan tó]) je ostrov na jihu Kurilského souostroví. V současnosti je pod správou Ruské federace, ale je, současně s ostrovy Iturup, Kunašir a Habomajskými ostrovy, nárokován Japonskem.
Na ostrově žije přes 2 tis. obyvatel, kterých ubývá, částečně i z důvodů nejasné budoucnosti.
Administrativně se řadí do Jihokurilského rajónu Sachalinské oblasti. Japonci ho považují za součást subprefektury Nemuro. Na ostrově je používán Vladivostocký čas UTC+10.

## Geografie
Ostrov leží 57 km jihovýchodně od ostrova Kunašir ve Velkém kurilském pásmu, od kterého jej odděluje Jihokurilský průliv. Ruská geografie zařazuje Šikotan do Malého kurilského pásma spolu s Habomajskými ostrovy, jejichž nejbližší ostrov Polonskovo leží na jihozápadě ve vzdálenosti 22 km. Japonská geografie tyto ostrovy ke Kurilám nepočítá.
Šikotan má délku 27 km, šířka kolísá mezi 5 a 13 km; plocha ostrova je 225 km². Reliéf je kopcovitý a průměrná nadmořská výška je 300 m. Ostrov je tvořen výlevnými horninami a pískovci, které jsou datovány z období křídy a kenozoika. Nacházejí se zde dvě vyhaslé sopky Tomari a Notoro. Pobřeží je členité a na straně Jihokurilského průlivu jsou významnější zátoky Malokurilská a Krabí.
Flóra je zde zastoupena především jedlemi, modříny, opadavými dřevinami, bambusovým a jalovcovým podrostem. Pobřežní svahy jsou zarostlé stepními porosty. Část ostrova je součástí rezervace federálního významu Malé Kurily (rusky Малые Курилы).
Klima je zde chladné monzunové — v únoru je průměrná teplota -5,2 °C, v srpnu 15,6 °C, celoroční 5,1 °C. Průměrný roční úhrn srážek je 894,2 mm, které jsou během roku víceméně rovnoměrně rozloženy.

## Obyvatelstvo
V srpnu 1945 žilo na Šikotanu 1038 lidí, převážně Japonců a malá menšina Ainů. Po druhé světové válce byli všichni japonští občané deportováni na Hokkaidó. Ostrovní populace dosáhla svého vrcholu (cca 7500 lidí) v roce 1994, kdy ostrov zasáhlo zdrcující zemětřesení, které vedlo k vystěhování většiny obyvatel na pevninu. 
Po roce 2000 začala ostrovní populace opět růst, ale jen malým tempem. Například v roce 2012 se na celém ostrově narodilo jen 80 dětí.
Na ostrově žije 2 100 obyvatel. Téměř všichni žijí v jedné ze dvou obcí - Malokurilskoje (1873 obyv. v r. 2010) a Krabozavodskoje (947 obyvatel v roce 2010).

## Hospodářství
Hospodářství je zde založeno na rybolovu a zpracování ryb, jde především o tresky, ale i kraby a těžbu a zpracování chaluh.
Ostrov má lodní spojení linkou Sachalin — Iturup — Kunašir — Šikotan
Nachází se zde hydrofyzikální observatoř.
Neexistuje zde žádný turistický průmysl, i když k tomu vybízí krásná příroda. Pro turisty zde neexistuje žádná infrastruktura a pohyb osob se musí hlásit pohraniční stráži. Pouze jednou za rok se zde objevují Japonci, aby navštívili hroby svých předků.

## Původ jména
V starších zdrojích se uvádí, že Šikotan je název z jazyka Ainu: ši — velký, významný; kotan — osada, město; tedy zřejmě „země s velkými osadami“.

## Historie
Ostrov byl odedávna obýván kmeny Ainu. Evropané ho objevili v rámci ruské Velké severní expedice v letech 1733 — 1743 a nazvali ostrov Figurnyj. V roce 1739 ruský navigátor Martin Petrovič Spanberg mapoval kurilský hřeben a proto na jeho počest došlo v roce 1796 k přejmenování na ostrov Spanberg. Ruští navigátoři Vasilij Michajlovič Golovnin a Petr Ivanovič Rikord ve svých pracích nazývali ostrov Čikotan. Ostrov byl považován za součást Ruska až do roku 1855, kdy Rusko podepsalo s Japonskem Šimodskou dohodu, podle které se stal součástí Japonska.
V roce 1883 proběhlo sestěhování domorodých Ainů ze všech Kurilských ostrovů na Šikotan, kde byla prováděna cílená japonská kolonizace a Ainuové byly pojaponšťováni. 
Šikotan byl obsazen bez boje sovětskou armádou dva dny před japonskou kapitulací v druhé světové válce. Následně ho Sovětský svaz anektoval v souladu s požadavky dohodnutými na jaltské konferenci se spojenci, kterým za to přislíbil účast ve válce s Japonskem. Japonské obyvatelstvo ostrova bylo v letech 1947 a 1948 vysídleno do Japonska.
V roce 1956 po složitém vyjednávání společné sovětsko-japonské deklarace, která ukončila válečný stav mezi oběma stranami, Sovětský svaz přislíbil navrátit Šikotan spolu s Habomajskými ostrovy Japonsku po uzavření vzájemné mírové smlouvy. Přestože taková smlouva nebyla podepsána, byl tento slib obnovován během sovětsko-japonských a později rusko-japonských jednání.
Dne 4. října 1994 byl ostrov zasažen silnou vlnou tsunami kvůli nedalekému zemětřesení na volném moři. Většina pobřeží Šikotanu byla poničena. Špatná situace na ostrově po zničujícím zemětřesení vedla k tomu, že v roce 1994 se 84 % obyvatel ostrova vyslovilo pro návrat pod Japonsko. 
V roce 2006 připravila ruská vláda federální program pro Kurilské ostrovy, kdy došlo k investicím do zlepšení životních podmínek, podpory místního podnikání a vybudování dopravní infrastruktury mezi vesnicemi Malokurilskoje a Krabozavodskoje na ostrově.
Dne 3. září 2022 Rusko zrušilo pro občany Japonska zjednodušený režim pro návštěvu ostrova.